# ويلهلم كون
ويلهلم كون (بالألمانية: Wilhelm Cohn)‏ هو لاعب شطرنج ألماني، ولد في 6 فبراير 1859 في برلين في ألمانيا، وتوفي في 17 أغسطس 1913 في تشارلوتنبرغ في ألمانيا.

## وصلات خارجية
- ويلهلم كون على موقع مباريات الشطرنج (الإنجليزية)
- ويلهلم كون على موقع 365Chess.com (الإنجليزية)
- ويلهلم كون على موقع Chesstempo.com (الإنجليزية)